# Chiaretta Gelli
Chiaretta Gelli, nome d'arte di Yvette Da Todi (Smirne, 24 ottobre 1925 – Roma, 29 dicembre 2007), è stata una cantante e attrice italiana.

## Biografia
La Gelli nasce nella città di Smirne in Turchia, da genitori italiani, e sin da bambina manifesta una predilezione per il canto e la recitazione. Viene introdotta a Bari nel 1938 nel mondo della musica leggera dal compositore M°. Vito Vittorio Crocitto che la fa debuttare giovanissima quale interprete di alcune sue canzoni. Successivamente con la famiglia si trasferisce a Roma, dove prende lezioni di canto e ballo. Tenta senza successo di entrare all'Accademia di Santa Cecilia, ma entra comunque in contatto con alcuni impresari dello spettacolo nella capitale. 
Sarà la casa di produzione Lux Film a segnalarla a Raffaello Matarazzo che la include nel cast del film Giorno di nozze. Il film esce nelle sale nel 1942 con un notevole successo di pubblico, che apprezza la recitazione spiritosa, l'aspetto gioviale e la voce gradevole della Gelli. Qualcuno la considera la nuova Deanna Durbin italiana, e per lei le offerte di lavoro saranno sempre più numerose. L'anno successivo recita in quello che è considerato il suo film migliore, Il birichino di papà sempre diretta da Matarazzo, insieme ad Armando Falconi, Anna Vivaldi poi Anna Proclemer e Roberto Villa.
Seguiranno altri tre film, sino al 1947.

## Il teatro
Durante il periodo 1943-1946, la guerra aveva quasi azzerato la produzione di pellicole, con gli stabilimenti di Cinecittà spogliati delle attrezzature e occupati da famiglie senza tetto. La Gelli inizia a lavorare nei teatri della capitale in spettacoli di varietà spesso improvvisati dall'unione di attori, musicisti e personale di palcoscenico, che allestiscono rappresentazioni miste di musica, canzoni, scenette, imitazioni varie.

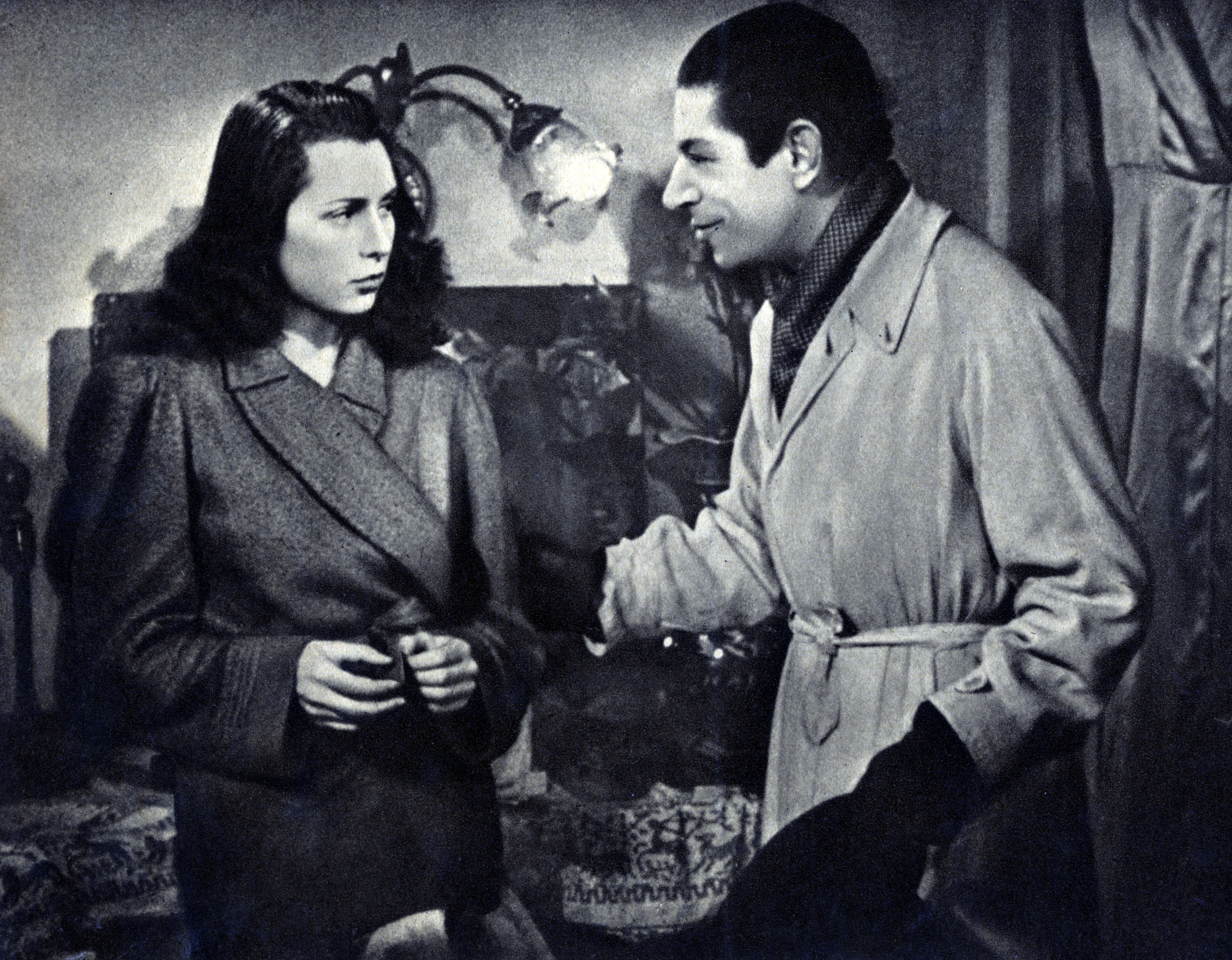
Con Tino Scotti in Partenza ore 7

Gli autori più prolifici sono tra gli altri Garinei e Giovannini, Mario Mattoli, Michele Galdieri, Nelli e Mangini. Grazie a impresari coraggiosi, tra i quali Remigio Paone, si riescono a organizzare grandi spettacoli con la presenza di attori come Anna Magnani, Alida Valli, Alberto Sordi, Vivi Gioi, Nino Taranto, Rossano Brazzi, Assia Noris, Fosco Giachetti ed altri. Molti anche i cantanti presenti a queste serate: oltre alla Gelli, Alberto Rabagliati, Tina De Mola, Lina Rovis, Maria Donati, Giacomo Rondinella, Katyna Ranieri.
È ospite straordinaria nella rivista di Vincenzo Rovi, Ma va là che non è vero, poi con Nino Taranto e Garinei e Giovannini, poi con Mattoli nella famosa compagnia Za-Bum, con Alberto Sordi, Tino Scotti, Enrico Viarisio, Vivi Gioi.
Diverse in quel periodo le incisioni discografiche, a 78 giri, di canzoni realizzate con la casa discografica La Voce del Padrone, trasmesse spesso dalla radio.
Nei primi anni cinquanta, dopo aver tentato di tornare nel mondo del teatro e del cinema, preferisce ritirarsi a vita privata per occuparsi della famiglia e dei due figli.

## Programmi radio EIAR
- Musica varia, romanze e canzoni con Chiaretta Gelli, orchestra diretta dal maestro Cesare Gallino, trasmissione organizzata per la Lux Film, in onda il 13 febbraio 1943, nel programma "A".

## Programmi radio RAI
- Una voce un pianoforte e qualche canzone, Edo Di Lazzaro incontra Chiaretta Gelli, 4 giugno 1950.
- Invito alla canzone, orchestra di Francesco Donadio, cantano Narciso Parigi e Chiaretta Gelli, trasmesso il 25 aprile 1951.

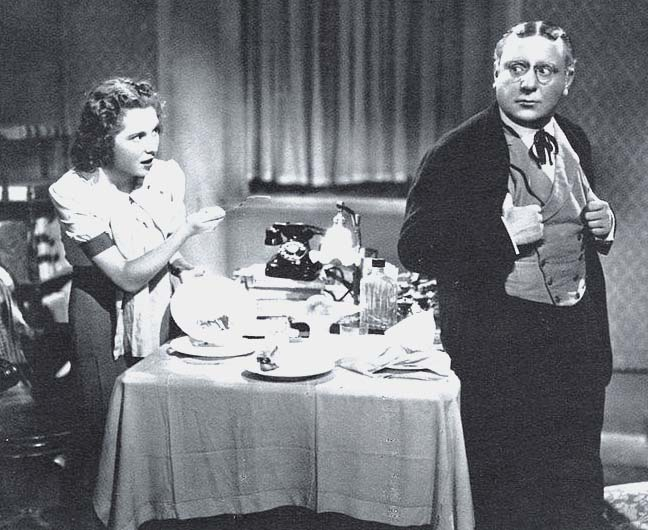
Con Carlo Campanini nel Il birichino di papà

## Filmografia
- Giorno di nozze, regia di Raffaello Matarazzo (1942)
- Il birichino di papà, regia di Raffaello Matarazzo (1943)
- Partenza ore 7, regia di Mario Mattoli (1945)
- Albergo Luna, camera 34, regia di Carlo Ludovico Bragaglia (1946)
- Lo sciopero dei milioni, regia di Raffaello Matarazzo (1947)

## Il varietà teatrale
- Ma va là che non è vero, di Vincenzo Rovi, con Chiaretta Gelli, Valentina Cortese, Paola Veneroni, Luisa Polselli (1944)
- Roma città chiusa, con Aldo Fabrizi, Riccardo Billi, Chiaretta Gelli, Adriana Serra, Maria Donati, Alberto Rabagliati, Flora Torrigiani (1945).

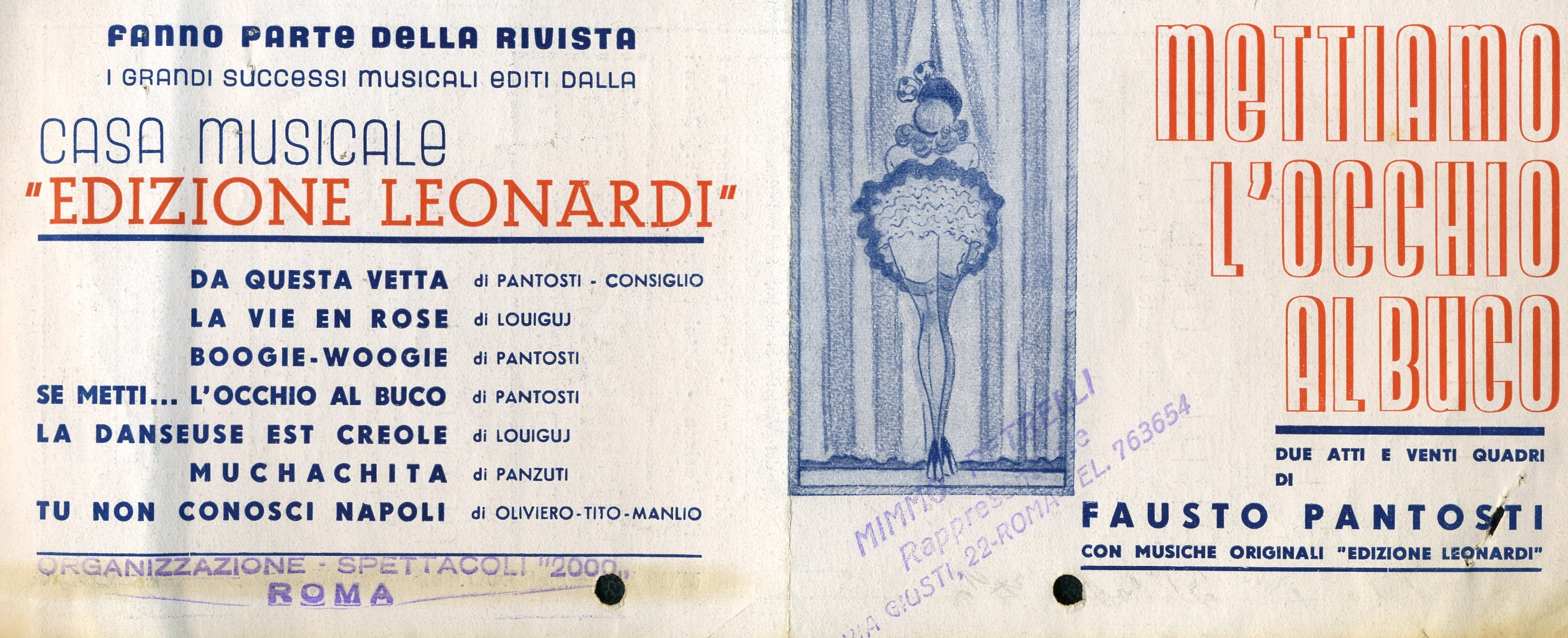
La locandina dello spettacolo Mettiamo l'occhio al buco (1946)

- Scampoli, con Nino Taranto, Chiaretta Gelli (1945)
- Pirulì Pirulì... non andrà sempre così, di Garinei e Giovannini, con Alberto Rabagliati, Chiaretta Gelli, Maria Donati, Laura Gore, Nando Bruno, Enzo Turco, Carlo Campanini, le tre sorelle Nava (1945).
- Mettiamo l'occhio al buco, di Fausto Pantosti, con Chiaretta Gelli, Franco Sportelli, Franco Coop, regia dell'autore (1946).
- Qualcuno ha sognato, di Elio Docimo, con Chiaretta Gelli, Virgilio Riento, Oretta Fiume, Gorella Gori, Anna Proclemer, Marco Tulli, musiche di Gino e Ugo Filippini (1946).